# Limbe Airport
Limbe Airport är en flygplats i Kamerun.   Den ligger i regionen Sydvästra regionen, i den sydvästra delen av landet, 260 km väster om huvudstaden Yaoundé. Limbe Airport ligger 24 meter över havet.
Terrängen runt Limbe Airport är varierad. Havet är nära Limbe Airport åt sydväst.  Närmaste större samhälle är Limbe, 1,9 km nordost om Limbe Airport. I omgivningarna runt Limbe Airport växer i huvudsak städsegrön lövskog.